# DFB-Pokal 1987/88
DFB-Pokalsieger 1988 wurde Eintracht Frankfurt. Der Torwart Uli Stein hatte bereits ein Jahr zuvor den DFB-Pokal mit dem Hamburger SV gewonnen und konnte den Titel mit der Frankfurter Eintracht verteidigen. Der HSV war dagegen im Halbfinale gegen den VfL Bochum gescheitert. Im anschließenden Europapokal der Pokalsieger schieden die Frankfurter bei ihrer letzten Teilnahme im Viertelfinale gegen den Titelverteidiger KV Mechelen aus.

## Teilnehmende Mannschaften
Folgende 64 Mannschaften qualifizierten sich für den Pokalwettbewerb:
| Bundesliga die 18 Vereine der Saison 1986/87 | 2. Bundesliga die 20 Vereine der Saison 1986/87 | Verbandspokal die Vertreter der 16 Landesverbände des DFB | Verbandspokal die Vertreter der 16 Landesverbände des DFB |
| --- | --- | --- | --- |
| FC Bayern München Hamburger SV (TV) Borussia Mönchengladbach Borussia Dortmund Werder Bremen Bayer 04 Leverkusen 1. FC Kaiserslautern Bayer 05 Uerdingen 1. FC Nürnberg 1. FC Köln VfL Bochum VfB Stuttgart FC Schalke 04 SV Waldhof Mannheim Eintracht Frankfurt FC 08 Homburg Fortuna Düsseldorf Blau-Weiß 90 Berlin | Hannover 96 Karlsruher SC FC St. Pauli SV Darmstadt 98 Alemannia Aachen VfL Osnabrück Stuttgarter Kickers SC Freiburg Arminia Bielefeld Rot-Weiss Essen SG Wattenscheid 09 SG Union Solingen SSV Ulm 1846 SC Fortuna Köln 1. FC Saarbrücken Rot-Weiß Oberhausen Eintracht Braunschweig Viktoria Aschaffenburg KSV Hessen Kassel FSV Salmrohr | - Schleswig-Holstein VfB Lübeck - Hamburg Concordia Hamburg - Bremen Werder Bremen (A) - Niedersachsen TSV Verden VfB Oldenburg VfL Wolfsburg - Berlin Hertha BSC - Westfalen SpVgg Erkenschwick Preußen Münster TuS Paderborn-Neuhaus - Mittelrhein SC Viktoria Köln VfR Aachen-Forst - Niederrhein Schwarz-Weiß Essen | - Rheinland VfL Hamm/Sieg - Südwest Südwest Ludwigshafen - Saarland SV St. Ingbert VfB Dillingen 1 - Hessen RSV Würges KSV Baunatal 2 - Württemberg TSG Giengen VfR Aalen 3 - Baden 1. FC Pforzheim - Südbaden Offenburger FV - Bayern SV Heidingsfeld TSV Vestenbergsgreuth MTV Ingolstadt |

## 1. Hauptrunde
| Datum                    |                          | Ergebnis  |                     |
| ------------------------ | ------------------------ | --------- | ------------------- |
| Fr 28.08.1987, 17:30 Uhr | Südwest Ludwigshafen     | 1:6       | SC Fortuna Köln     |
| Fr 28.08.1987, 18:00 Uhr | FC St. Pauli             | 0:3 n. V. | Blau-Weiß 90 Berlin |
| Fr 28.08.1987, 18:00 Uhr | 1. FC Pforzheim          | 3:2       | 1. FC Saarbrücken   |
| Fr 28.08.1987, 18:45 Uhr | VfB Oldenburg            | 0:0 n. V. | VfL Bochum          |
| Fr 28.08.1987, 19:30 Uhr | TSV Verden               | 0:4       | Werder Bremen       |
| Fr 28.08.1987, 20:00 Uhr | Eintracht Frankfurt      | 3:2       | FC Schalke 04       |
| Sa 29.08.1987, 15:00 Uhr | VfL Wolfsburg            | 3:0       | Hannover 96         |
| Sa 29.08.1987, 15:30 Uhr | 1. FC Kaiserslautern     | 3:1 n. V. | SV Waldhof Mannheim |
| Sa 29.08.1987, 15:30 Uhr | Hamburger SV             | 3:0       | FC 08 Homburg       |
| Sa 29.08.1987, 15:30 Uhr | Borussia Mönchengladbach | 2:1 n. V. | Bayer 04 Leverkusen |
| Sa 29.08.1987, 15:30 Uhr | 1. FC Köln               | 3:0       | VfB Stuttgart       |
| Sa 29.08.1987, 15:30 Uhr | Rot-Weiss Essen          | 1:3       | FC Bayern München   |
| Sa 29.08.1987, 15:30 Uhr | VfR Aachen-Forst         | 0:5       | Karlsruher SC       |
| Sa 29.08.1987, 15:30 Uhr | Offenburger FV           | 3:3 n. V. | Borussia Dortmund   |
| Sa 29.08.1987, 15:30 Uhr | SV Heidingsfeld          | 1:2       | Bayer 05 Uerdingen  |
| Sa 29.08.1987, 15:30 Uhr | Arminia Bielefeld        | 1:4 n. V. | SC Freiburg         |
| Sa 29.08.1987, 15:30 Uhr | TuS Paderborn-Neuhaus    | 0:5       | Stuttgarter Kickers |
| Sa 29.08.1987, 15:30 Uhr | RSV Würges               | 0:3       | Fortuna Düsseldorf  |
| Sa 29.08.1987, 15:30 Uhr | TSV Vestenbergsgreuth    | 0:4       | SV Darmstadt 98     |
| Sa 29.08.1987, 15:30 Uhr | SV St. Ingbert           | 0:2       | SG Union Solingen   |
| Sa 29.08.1987, 15:30 Uhr | Viktoria Aschaffenburg   | 4:0       | SG Wattenscheid 09  |
| Sa 29.08.1987, 15:30 Uhr | VfR Aalen                | 1:2       | Alemannia Aachen    |
| Sa 29.08.1987, 15:30 Uhr | KSV Baunatal             | 1:1 n. V. | SSV Ulm 1846        |
| Sa 29.08.1987, 15:30 Uhr | VfL Hamm/Sieg            | 2:7       | KSV Hessen Kassel   |
| Sa 29.08.1987, 15:30 Uhr | VfB Dillingen            | 0:1       | TSG Giengen         |
| Sa 29.08.1987, 16:00 Uhr | FSV Salmrohr             | 2:0       | VfL Osnabrück       |
| Sa 29.08.1987, 16:00 Uhr | Werder Bremen (A)        | 5:1       | MTV Ingolstadt      |
| Sa 29.08.1987, 20:00 Uhr | Eintracht Braunschweig   | 2:3       | 1. FC Nürnberg      |
| So 30.08.1987, 15:00 Uhr | Preußen Münster          | 1:1 n. V. | Rot-Weiß Oberhausen |
| So 30.08.1987, 15:00 Uhr | SC Viktoria Köln         | 1:3       | Hertha BSC          |
| So 30.08.1987, 15:00 Uhr | VfB Lübeck               | 1:2       | Schwarz-Weiß Essen  |
| So 30.08.1987, 15:00 Uhr | Concordia Hamburg        | 3:0 n. V. | SpVgg Erkenschwick  |

### Wiederholungsspiele
| Datum                    |                     | Ergebnis |                 |
| ------------------------ | ------------------- | -------- | --------------- |
| Di 15.09.1987, 17:15 Uhr | SSV Ulm 1846        | 2:1      | KSV Baunatal    |
| Di 06.10.1987, 20:00 Uhr | Borussia Dortmund   | 5:0      | Offenburger FV  |
| Mi 07.10.1987, 20:00 Uhr | Rot-Weiß Oberhausen | 0:2      | Preußen Münster |
| Di 13.10.1987, 20:00 Uhr | VfL Bochum          | 4:1      | VfB Oldenburg   |

## 2. Hauptrunde
| Datum                    |                          | Ergebnis  |                     |
| ------------------------ | ------------------------ | --------- | ------------------- |
| Fr 23.10.1987, 20:00 Uhr | 1. FC Kaiserslautern     | 4:3       | Blau-Weiß 90 Berlin |
| Fr 23.10.1987, 20:00 Uhr | Werder Bremen (A)        | 1:3       | Hamburger SV        |
| Fr 23.10.1987, 20:00 Uhr | Preußen Münster          | 2:2 n. V. | Alemannia Aachen    |
| Sa 24.10.1987, 14:30 Uhr | TSG Giengen              | 1:2 n. V. | VfL Bochum          |
| Sa 24.10.1987, 15:00 Uhr | FSV Salmrohr             | 0:1       | Borussia Dortmund   |
| Sa 24.10.1987, 15:00 Uhr | Viktoria Aschaffenburg   | 1:0       | 1. FC Köln          |
| Sa 24.10.1987, 15:00 Uhr | Hertha BSC               | 1:2       | Bayer 05 Uerdingen  |
| Sa 24.10.1987, 15:00 Uhr | KSV Hessen Kassel        | 3:1       | Stuttgarter Kickers |
| Sa 24.10.1987, 15:00 Uhr | 1. FC Pforzheim          | 2:0       | Concordia Hamburg   |
| Sa 24.10.1987, 15:30 Uhr | Karlsruher SC            | 1:1 n. V. | 1. FC Nürnberg      |
| Sa 24.10.1987, 15:30 Uhr | Eintracht Frankfurt      | 3:0       | SSV Ulm 1846        |
| Sa 24.10.1987, 15:30 Uhr | SC Fortuna Köln          | 1:0       | SC Freiburg         |
| Sa 24.10.1987, 15:30 Uhr | SG Union Solingen        | 1:2       | Fortuna Düsseldorf  |
| So 25.10.1987, 14:30 Uhr | Schwarz-Weiß Essen       | 1:0       | SV Darmstadt 98     |
| So 25.10.1987, 19:30 Uhr | Borussia Mönchengladbach | 2:2 n. V. | FC Bayern München   |
| Sa 21.11.1987, 14:00 Uhr | VfL Wolfsburg            | 4:5 n. V. | Werder Bremen       |

### Wiederholungsspiele
| Datum                    |                   | Ergebnis  |                          |
| ------------------------ | ----------------- | --------- | ------------------------ |
| Di 10.11.1987, 20:00 Uhr | 1. FC Nürnberg    | 2:1       | Karlsruher SC            |
| Mi 11.11.1987, 20:00 Uhr | Alemannia Aachen  | 0:1       | Preußen Münster          |
| Mi 11.11.1987, 20:15 Uhr | FC Bayern München | 3:2 n. V. | Borussia Mönchengladbach |

## Achtelfinale
| Datum                    |                      | Ergebnis  |                        |
| ------------------------ | -------------------- | --------- | ---------------------- |
| Di 24.11.1987, 20:00 Uhr | Fortuna Düsseldorf   | 0:1       | Eintracht Frankfurt    |
| Do 10.12.1987, 20:00 Uhr | Preußen Münster      | 2:3       | SC Fortuna Köln        |
| Sa 13.02.1988, 14:00 Uhr | 1. FC Pforzheim      | 1:1 n. V. | Werder Bremen          |
| Sa 13.02.1988, 14:00 Uhr | KSV Hessen Kassel    | 0:1       | Viktoria Aschaffenburg |
| Sa 13.02.1988, 15:30 Uhr | 1. FC Kaiserslautern | 1:2       | Hamburger SV           |
| Sa 13.02.1988, 15:30 Uhr | Bayer 05 Uerdingen   | 3:3 n. V. | Borussia Dortmund      |
| So 14.02.1988, 14:30 Uhr | Schwarz-Weiß Essen   | 0:1       | VfL Bochum             |
| So 14.02.1988, 15:00 Uhr | FC Bayern München    | 3:1       | 1. FC Nürnberg         |

### Wiederholungsspiele
| Datum                    |                   | Ergebnis |                    |
| ------------------------ | ----------------- | -------- | ------------------ |
| Di 23.02.1988, 20:00 Uhr | Borussia Dortmund | 1:2      | Bayer 05 Uerdingen |
| Mi 24.02.1988, 20:00 Uhr | Werder Bremen     | 3:1      | 1. FC Pforzheim    |

## Viertelfinale
| Datum                    |                        | Ergebnis |                    |
| ------------------------ | ---------------------- | -------- | ------------------ |
| Di 08.03.1988, 20:00 Uhr | Eintracht Frankfurt    | 4:2      | Bayer 05 Uerdingen |
| Di 09.03.1988, 20:00 Uhr | VfL Bochum             | 4:1      | SC Fortuna Köln    |
| Mi 09.03.1988, 16:00 Uhr | Viktoria Aschaffenburg | 1:3      | Werder Bremen      |
| Mi 09.03.1988, 20:00 Uhr | Hamburger SV           | 2:1      | FC Bayern München  |

## Halbfinale
| Datum                    |               | Ergebnis |                     |
| ------------------------ | ------------- | -------- | ------------------- |
| Di 12.04.1988, 20:00 Uhr | VfL Bochum    | 2:0      | Hamburger SV        |
| Mi 13.04.1988, 20:15 Uhr | Werder Bremen | 0:1      | Eintracht Frankfurt |

## Finale
| Paarung             | Eintracht Frankfurt – VfL Bochum |
| Ergebnis            | 1:0 (0:0) |
| Datum               | Samstag, 28. Mai 1988 um 18:00 Uhr |
| Stadion             | Olympiastadion, Berlin |
| Zuschauer           | 76.000 (ausverkauft) |
| Schiedsrichter      | Wilfried Heitmann (Drentwede) |
| Tore                | 1:0 Lajos Detari (81.) |
| Eintracht Frankfurt | Uli Stein – Manfred Binz – Charly Körbel , Dieter Schlindwein – Michael Kostner (71. Thomas Klepper), Ralf Sievers, Frank Schulz, Lajos Détári, Dietmar Roth – Holger Friz (78. Janusz Turowski), Włodzimierz Smolarek Cheftrainer: Karl-Heinz Feldkamp |
| VfL Bochum          | Ralf Zumdick – Lothar Woelk – Walter Oswald, Martin Kree – Michael Rzehaczek, Frank Heinemann, Andrzej Iwan, Rob Reekers, Thorsten Legat – Josef Nehl (66. Thomas Epp), Uwe Leifeld Cheftrainer: Hermann Gerland                                        |
| Gelbe Karten        | Kostner, Sievers – Kree, Legat |